# Мікерин
Менкаура (Мікерин, Менхерес, Мін-куу-Ріа, букв. «Міцні душі ра») — давньоєгипетський фараон з IV династії, будівничого третьої піраміди в Гізі.
Царював приблизно у 2520—2480 роках до н. е. (або 2494—2471 рр. до н. е.) після фараона Хафри. Його дочкою була Хенткаус, гробниця якої розташована поряд із пірамідою батька.

## Життєпис
Про Мікерина, окрім легенд, відомо мало. За Геродотом він був сином Хеопса (Хуфу). Народні перекази про нього оповідали, між іншим, що відряджений ним для ревізії храмів царевич Гордедеф знайшов у Гермополісі частину «Книги мертвих»; говорили про його чесноти, мудрість, зокрема, про те, як він перехитрив оракула, який передбачив йому нетривале царювання, тим, що нічними бенкетами подвоїв час. У переказі Геродота ця розповідь звучить таким чином:
|  | Одкровення оракула з міста Буто віщувало, що йому залишилось жити тільки шість років, а на сьомому році він помре … У відповідь на пророцтво цар скаржився на те, що його батько і дядько, які замкнули храми, забули богів і гнобили народ, прожили довго, а він, людина благочестива, все-таки повинен скоро померти … Мікерин зрозумів, що доля невідворотна й наказав виготовити безліч світильників. Ночами цар велів запалювати їх, почав пити вино і невпинно веселитися вдень і вночі. Він блукав луками й гаями та всюди, де тільки знаходив відповідні місця для задоволення. Так чинив він, перетворюючи ночі в дні, щоб викрити оракула у брехні і зробити з шести років дванадцять. |

Взагалі, народна й антична традиція намагались виставити Мікерина повною протилежністю батькові й дідові — іншим будівничим пірамід у Гізі. Зокрема, Геродот характеризував його як доброго та справедливого правителя:
|  | Він відкрив храм і звільнив змучений злиднями народ, відпустивши його працювати і приносити жертви. Він був найбільш праведним суддею з усіх царів, за що його особливо вихваляли єгиптяни серед усіх царів, що будь-коли правили ними. Адже він був не тільки суддею праведним, але навіть давав гроші зі свого добра незадоволеним його вироками, щоб задовольнити їхні прохання |

До числа мізерних матеріальних свідчень про правління Менкаура слід віднести уламки посудин з його іменем, виявлені в Біблі.

## Піраміда

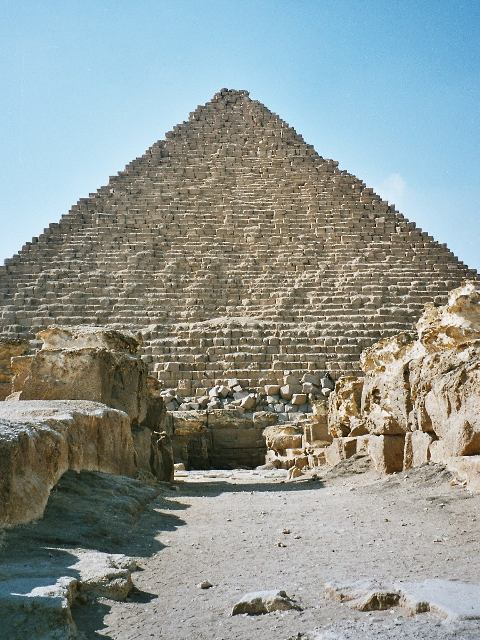
Піраміда Мікерина в Гізі

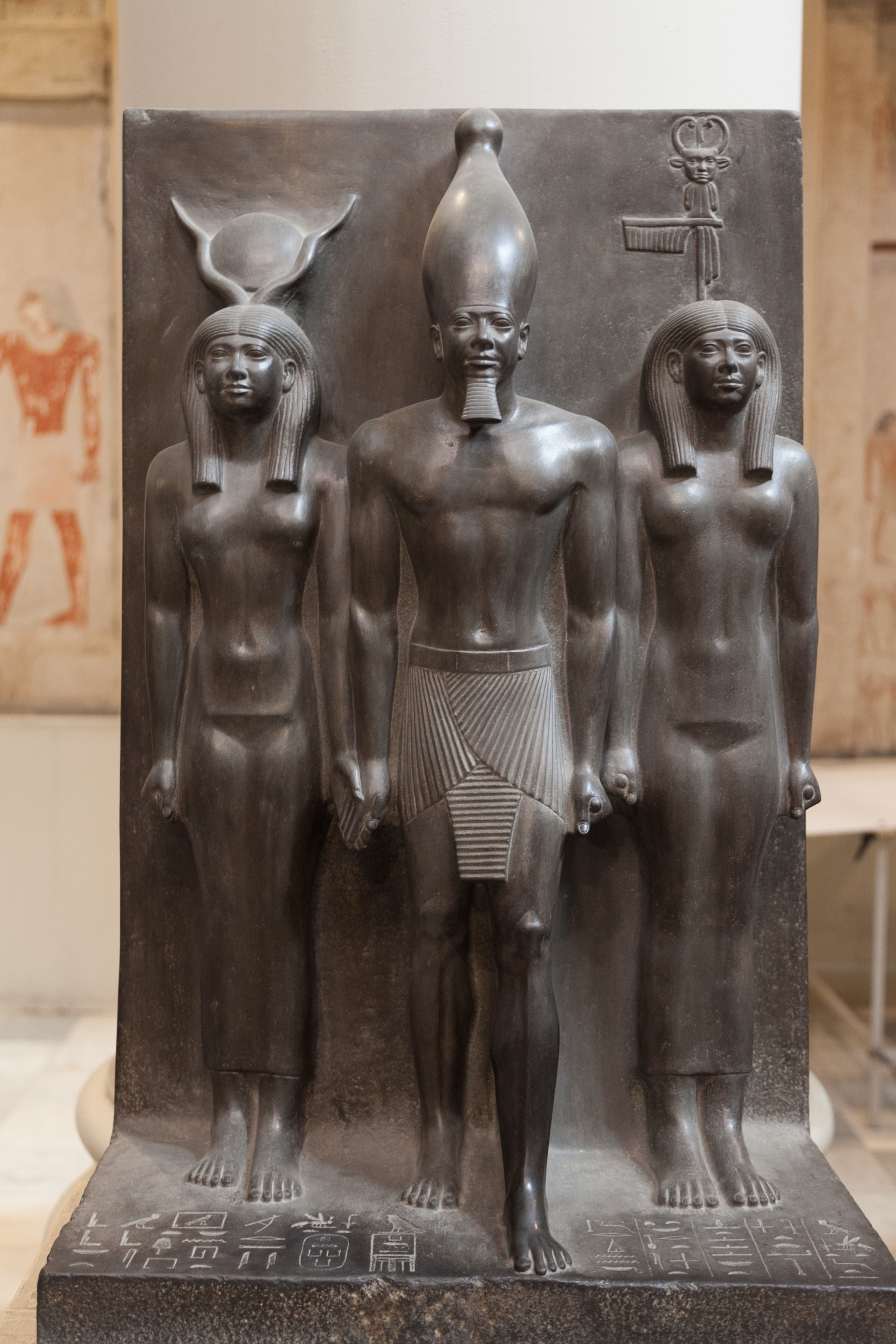
Скульптурна група, що зображує Мікерина у супроводі богині Хатхор (ліворуч) і богині-покровительки одного з номів

Піраміда Менкаура в Гізі, найпівденніша, значно менша за дві інші, попри своє ім'я «Херу» (висока); вона ледве сягає 66 м, а довжина сторони її основи становить 108,4 м. Її обсяг у 260 тисяч м³ становить лише десяту частину обсягу піраміди Хуфу: це був кінець великих пірамід. Внутрішність піраміди виявляє відсутність єдності плану: ймовірно, початкові скромні розміри, розраховані на спадкоємця престолу, були збільшені за його царювання. Піраміда Менкаура дещо вибивається із загальної картини будівель у Гізі, і в античності її спорудження іноді приписували не Мікерину, а гетері Родопіс, яка жила за часів Амасіса II.
Геродот стверджував, що Менкаура правив 18 чи 28 років (Манефон каже про 63 роки правління цього фараона, що виглядає зовсім неправдоподібно). Однак з піраміди й комплексу будівель навколо неї складається враження, ніби Менкаура насправді правив недовго і передчував свою ранню смерть. Імовірно, він вступав на престол у досить похилому віці. Як свідчить перший вхід до піраміди, перекритий під час подальшого будівництва, піраміда спочатку мала основу близько 60 × 60 м, згодом збільшену майже вдвічі. Поховальну камеру Мікерина було витесано лише за 6 метрів під основою, але у наступній фазі будівництва її спустили на більш безпечну глибину. Для будівництва піраміди фараон наказав використовувати великі блоки, за розмірами набагато більші, ніж у пірамідах Хуфу й Хафра. Прагнучи прискорити будівництво, Менкаура не змушував робітників обробляти камінь надто ретельно.

Але, попри поспіх, до завершення будівництва піраміди Менкаура явно не дожив. Ймовірно, він помер, коли вона досягла приблизно двадцятиметрової висоти, тобто рівня гранітного облицювання; можливо, її всю передбачалося облицювати гранітом, але наступник царя полегшив завдання. Підтвердження цього є у заупокійному храмі фараона. Почали його будувати з каменя, але потім перейшли на цеглу; в його руїнах виявлено напис, що так повелів «Шепсескаф, цар Верхнього і Нижнього Єгипту, для свого батька, царя Верхнього і Нижнього Єгипту, Осіріса, Менкаура». Поруч зі своєю пірамідою Менкаура звелів побудувати три піраміди-супутниці, причому дві з них він так і не встиг закінчити.
Нині піраміда Мікерина збереглась краще за інші та перебуває у гарному стані, хоча висота її дещо зменшилась і становить 62 м (разом з тим, наноси піску захистили від руйнування основу). У поховальній камері 1837 року було знайдено базальтовий саркофаг у формі будинку та дерев'яну труну у формі мумії з молитвою Нут. Труна була благополучно доставлена до Британського музею. Саркофаг же, відправлений до Лондона кораблем, потонув біля іспанського узбережжя, коли судно зазнало катастрофи в Гібралтарській протоці. Вдалось урятувати тільки кришку саркофага, оскільки вона була дерев'яною та спливла після корабельної аварії. Але радіовуглецевий аналіз тих предметів показав, що це поховання часів раннього християнства (приблизно I століття н. е.), й до самого фараона ніякого відношення не має.
Цікаво те, що одна група робітників, яка працювала на будівництві піраміди, називалась досить незвично: «Менкаура — п'яничка». Єгиптологи стверджують, що переклад точний; утім, деякі з них віддають перевагу більш полісемантичному слову «сп'янілий». Так чи інакше, але про пристрасть Менкаура до пиятики писав ще Геродот. Також існує інша інтерпретація: Оскільки в піраміді Хеопса на склепінні однієї з розвантажувальних кімнат над поховальною камерою збереглися написи, зроблені будівничими, які називали себе «П'янички Хуфу», скоріше за все, і ця бригада називала себе аналогічно — «П'янички Менкаура».[джерело?] Вони були професійними будівничими пірамід, нащадками будівників піраміди Хеопса.